# Juan Larzábal Castilla
Juan Larzábal Castilla (Sant Sebastià, Guipúscoa, 9 de desembre de 1965) és un empresari basc que va ser president de la Reial Societat de manera interina, des del 14 de novembre de 2007 fins al 3 de gener del 2008.

## Etapa com a president
Juan Larzábal es va veure obligat a assumir la presidència del club txuri-urdin de manera gairebé forçosa, després de la decisió irrevocable de l'anterior presidenta, María de la Peña d'abandonar la presidència del club donostiarra, enmig d'un clima especialment tens, perquè en aquell temps es va començar a conèixer les dimensions del deute econòmic realista, que a finals de 2008 s'admetria que era proper als 35 milions d'euros.
La situació del club guipuscoà era tràgica, no només per la crisi esportiva i econòmica en què es trobava el club, sinó perquè, amb aquesta dimissió, serien quatre els presidents que ocuparien el càrrec en dos anys, comptant amb el nou president a triar dos mesos després. A més, començaven a sorgir rumors que un grup inversor xinès desitjava prendre el control del 35% de les accions del club, convertint-se així en accionista majoritari. Poc després es va conèixer que el grup inversor era l'encapçalat per Iñaki Badiola.
Larzábal, aleshores vicepresident, va agafar les regnes de la presidència, tot i que va ser des del primer moment de manera interina, ja que Maria de la Peña va convocar, en sortir del club, una junta d'accionistes el 3 de gener de 2008 per triar nou president, que finalment seria Iñaki Badiola.